# Droits de l'homme en Italie
L'Italie garantit à ces habitants de nombreux droits et libertés fondamentaux telles que la liberté d'expression, la liberté de presse et la liberté de culte.  En Italie, les droits de l'homme se sont développés au cours de nombreuses années et l'Italie dispose d'une éducation aux droits de l'homme. En outre, l'Italie dispose de droits de l'homme spécifiques pour les femmes, les enfants et les personnes LGBT.
En 2018, le programme  "La responsabilité de protéger" a été conçu et lancé par le gouvernement italien comme un projet scolaire pour sensibiliser les élèves à la protection des libertés fondamentales et des droits de l'homme[réf. souhaitée].
Sur l'Indice de perception de la corruption établi par l'ONG Transparency International, l'Italie est classée 52e en 2020 sur 179 pays. En termes de liberté de presse, l'Italie occupe en 2019 la 43e place du Press Freedom Index établi par l'ONG française Reporters sans frontières.

## Droits de l'homme

### Liberté de croyance et de culte
L'Italie est un pays majoritairement catholique romain, avec des minorités de musulmans (principalement issus de l'immigration récente), de sikhs et de juifs. Les protestants sont historiquement peu nombreux. Quelques protestants, comme Sidney Sonnino, deux fois Premier ministre, se sont distingués. Selon une enquête d'Eurispes 2006, 87,8% de la population se déclare catholique et 36,8% pratiquant.
Le catholicisme a constitué la religion d'État jusqu'à la Constitution de 1948, une séparation entérinée par la révision des Accords du Latran en 1984 qui voit la référence à l'exclusivité du catholicisme abolie.
L'Église catholique exerce en Italie une influence sur certains partis politiques. Ce qui peut faire l'objet de controverses parmi les partisans de l'indépendance de la politique avec la religion et les défenseurs de l'avortement, l'euthanasie ou encore le mariage homosexuel. Ainsi, Franco Garelli explique que l'Église « participe à plein titre aux débats qui traitent de sujets qui concernent la conscience individuelle et collective d’aujourd’hui ».
L'utilisation du symboles catholiques (en particulier la croix) dans les tribunaux et les écoles fait parfois l'objet de contestation, mais a été jugée légale ; certains prétendent que cela constitue une violation des principes de liberté religieuse énoncés dans la Constitution italienne.
Chaque année, l'Italie se coordonne avec les États membres de l'UE pour travailler sur la résolution relative aux droits de la religion et des convictions, en dénonçant les diverses intolérances et discriminations liées aux questions religieuses.

### Peine de mort
La peine de mort en Italie a été abolie en 1889 puis réintroduite pour certains crimes durant le régime fasciste, en 1926. La dernière exécution en Italie remonte à mars 1947. En 1947, la Constitution abolit la peine de mort pour les crimes de droit commun en temps de paix.
L'article 27 de la constitution, de la première partie « Droits et devoirs des citoyens » dispose que La peine de mort n’est pas admise.

### Discriminations
En plus des principes généraux contre les discriminations édités par la Constitution, l'Italie a adopté une série de lois et de codes qui luttent contre la discrimination et protègent les droits de l'homme et les libertés fondamentales des groupes vulnérables et minoritaires à différentes étapes de l'histoire.

### Droits des femmes
L'Italie s'est engagée à promouvoir l'égalité des sexes et l'autonomisation des femmes dans le pays - dans le cadre de la Convention des Nations unies sur l'élimination de toutes les formes de discrimination à l'égard des femmes, l'Italie est un participant qui soutient et promeut les droits des femmes sur le lieu de travail, dans la société et dans la famille. Les questions connexes et les améliorations sont promues au sein des Nations unies chaque année. L'Italie a adopté la Convention du Conseil de l'Europe sur la protection des femmes contre la violence qui est entrée en vigueur en 2014. En 2016, le troisième plan d'action national a été adopté pour la mise en œuvre nationale de l'agenda "Femmes, paix et sécurité".

### Droits des personnes LGBT
Les relations homosexuelles sont décriminalisées et légales à partir de 1890. L'Italie adopte l'union civile homosexuelle le 11 mai 2016, faisant de l'Italie le dernier pays de l'Europe occidentale à accorder un statut aux couples de même sexe. En Italie, cette loi est parfois dénommée loi Cirinnà, du nom de la sénatrice, Monica Cirinnà, rapporteuse du projet.
Ainsi, le mariage civil italien n'est pas autorisé aux personnes du même sexe, de même, ces mêmes couples ne peuvent pas adopter conjointement.

### Droits des enfants
En Italie, la majorité légale est fixée à 18 ans. L'article 30 de la Constitution affirme que « Les parents ont le devoir et le droit d’entretenir, d’instruire et d’élever leurs enfants, même s’ils sont nés hors mariage. »
L'Italie suit la convention des Nations unies relative aux droits de l'enfant établie le 20 novembre 1989. Ce texte, porte entre autres, sur la protection des enfants dans les conflits armés. Cet engagement conduit l'Italie à soutenir les programmes internationaux lors des opérations de maintien de paix sous les mandats de l'ONU.
En décembre 2018, l'Italie se dote d'une loi visant à suspendre la procédure d’asile pour les personnes, y compris les enfants, considérées comme « socialement dangereuses » ou reconnues coupables d’un crime. Cela fait suite à la création en 2017 d'une unité spéciale pour la protection des mineurs étrangers non accompagnées. Cette loi a été critiquée par le Comité des droits de l’enfant de l'ONU. Dans son rapport final, le comité décrit la notion de dangereuse sociale comme « une notion assez dangereuse, assez large qu’on peut interpréter même arbitrairement ».

## Organisations représentatives des droits de l'homme

### Association Antigone
Fondée en 1991, l'Association Antigone a son siège à Rome. En tant qu'association non gouvernementale, l'association s'efforce de protéger les droits civils des individus et de garantir l'efficacité et la justice du système pénal. En débattant sur les modèles de criminalité et de droit, l'association alimente l'évolution du système juridique en Italie.

### Institut international du droit humanitaire
Fondée en 1970, l'Institut international du droit humanitaire est une organisation indépendante et sans but lucratif. Le siège de l'IIHL se situe dans la Villa Ormond à Sanremo. L'objectif principal de l'institut est de promouvoir et d'améliorer le développement des droits de l'homme et du droit humanitaire au niveau international, ainsi que de garantir l'efficacité et l'amélioration du droit de l'immigration, du droit des réfugiés et des questions qui y sont associées. L'IIHL coordonne également avec plusieurs organisations internationales, telles que le Comité international de la Croix-Rouge et l'Organisation internationale pour les migrations, afin de fournir une aide humanitaire aux individus au niveau international.

### Non c'è pace senza giustizia
L'association, Non c'è pace senza giustizia, littéralement « pas de paix sans justice », a été fondé en 1993 à Rome. Son objectif principal est de traiter les questions liées à la criminalité internationale, d'éliminer les conflits à court terme, de mettre fin aux combats et de garantir les libertés fondamentales et les droits de l'homme au niveau international. Depuis 1993, les activités principales de l'association ont été mises en place pour soutenir les mandats de la Cour pénale internationale permanente et améliorer l'efficacité du système judiciaire en ce qui concerne les crimes contre l'humanité.

### Ligue italienne des droits de l'homme
La Ligue italienne des droits de l’homme (en italien : Lega italiana dei Diritti dell'Uomo) ou L.I.D.U., est une organisation politique regroupant des Italiens exilés en France dans l'entre-deux-guerres. Ce mouvement se distincte dans la conception de son rôle et dans son positionnement des Ligues de droits de l’Homme existant dans un certain nombre de pays. C’est un mouvement engagé politiquement dans la lutte antifascisme. C’est un mouvement italien qui n’est pas installé en Italie mais en France, regroupant des exilés italiens en ce pays d’accueil. Son Président est l'activiste italien pour les droits de l'homme Antonio Stango depuis 2016.

## Textes fondamentaux

### La Constitution
La Constitution italienne est entrée en vigueur le 1er janvier 1948. Elle relate les principes égalitaires mais aussi les libertés et droits fondamentaux dans les articles 2, 3, 4, 8 et 10 de ses "Principes fondamentaux".
Article 2
La République reconnaît et garantit les droits inviolables de l'homme, aussi bien en tant qu'individu que dans les formations sociales où s'exerce sa personnalité, et exige l'accomplissement des devoirs de solidarité politique, économique et sociale auxquels il ne peut être dérogé.
Article 3
Tous les citoyens ont une même dignité sociale et sont égaux devant la loi, sans distinction de sexe, de race, de langue, de religion, d’opinions politiques, de conditions personnelles et sociales.
Il appartient à la République d’éliminer les obstacles d’ordre économique et social qui, en limitant de fait la liberté et l’égalité des citoyens, entravent le plein développement de la personne humaine et la participation effective de tous les travailleurs à l’organisation politique, économique et sociale du Pays.
Article 4
La République reconnaît à tous les citoyens le droit au travail et crée les conditions qui rendent ce droit effectif.
Tout citoyen a le devoir d’exercer, selon ses possibilités et selon son choix, une activité ou une fonction concourant au progrès matériel ou spirituel de la société.
Article 8
Toutes les confessions religieuses sont également libres devant la loi. Les confessions religieuses autres que la confession catholique ont le droit de s’organiser selon leurs propres statuts, pour autant qu’ils ne s’opposent pas à l’ordre juridique italien. Leurs rapports avec l’État sont fixés par la loi sur la base d’ententes avec leurs représentants respectifs.
Article 10
L’ordre juridique italien se conforme aux règles du droit international généralement reconnues. La condition juridique de l’étranger est réglementée par la loi, conformément aux normes et aux traités internationaux. L’étranger, auquel l’exercice effectif des libertés démocratiques garanties par la Constitution italienne est interdit dans son pays, a droit d’asile sur le territoire de la République, dans les conditions fixées par la loi. L’extradition d’un étranger pour des délits ou crimes politiques n’est pas admise.